# A Silver Mt. Zion

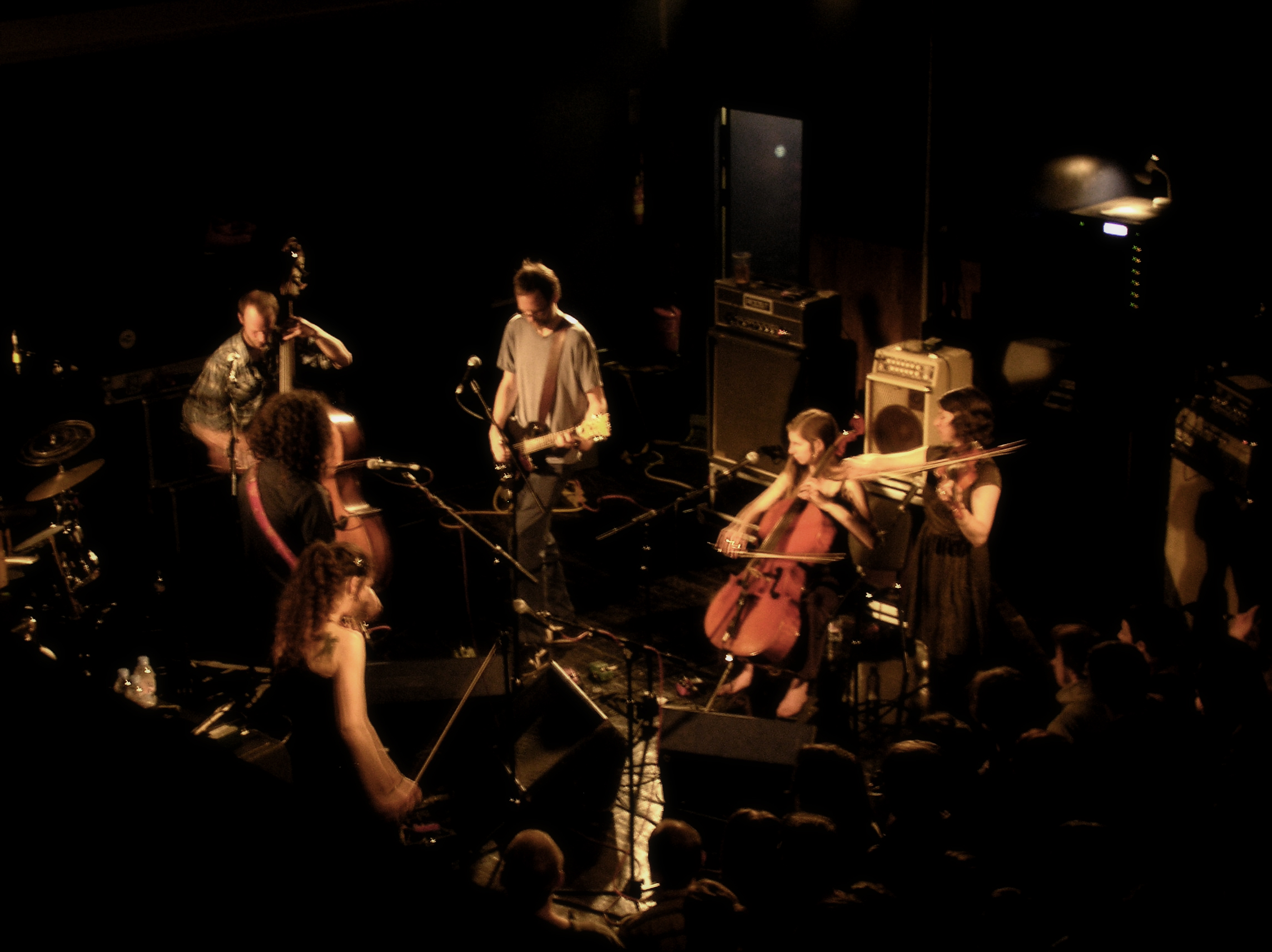
A Silver Mount Zion

A Silver Mt. Zion är en kanadensisk postrock-grupp grundad 1999 av Godspeed You! Black Emperor-medlemmarna Efrim Menuck, Sophie Troudeau och Thierry Amar. Enligt en intervju med VPRO Radio i Holland var det ursprungliga syftet med projektet att Efrim skulle lära sig orkestrera musik, men idén övergavs snart då Efrim bestämde sig för att han föredrog att musik inte definieras av regler utan enbart som musik som lät bra. I samma intervju beskrev Efrim inspelningen av deras första album som en "Jewish experience" dedicerad till hans hund Wanda, som dog medan Godspeed You! Black Emperor var på turné.
Efter släppet av sitt första album utökades gruppen till sex medlemmar, döpte om sig till The Silver Mt. Zion Memorial Orchestra and Tra-la-la Band och släppte albumet "Born Into Trouble As The Sparks Fly Upward". För bandets tredje album, som använde sig av en kör, byttes namnet igen, den här gången till The Silver Mt. Zion Memorial Orchestra and Tra-la-la Band with Choir och för den senaste skivan ändrades det till Thee Silver Mountain Reveries. De benämns dock ofta med sitt ursprungliga namn, A Silver Mt. Zion.
Det finns starka politiska teman i bandets musik. Det två första albumen är till största delar instrumentala, men i det tredje har sången fått ta stor plats. Den helt instrumentala låten "Thirteen Angels Standing Guard Around Your Bed" riktar sig uppenbarligen till black bloc-anarkister, medan andra låtar är protester mot krig och globalisering.
Namnet A Silver Mount Zion syftar till synes på Tempelberget, den högsta punkten i Jerusalem.
Ett nytt album med titeln "Horses In The Sky" har spelats in. Efrim har sagt att det kommer att vara omkring en timme långt och släppas i mars 2005.

## Diskografi
- He Has Left Us Alone But Shafts Of Light Sometimes Grace The Corner Of Our Rooms... (2000)
- Born Into Trouble As The Sparks Fly Upward (2001)
- "This Is Our Punk-Rock", Thee Rusted Satellites Gather + Sing (2003)
- Pretty Little Lightning Paw (EP, 2004)
- Horses in the Sky (2005)
- 13 Blues for Thirteen Moons (2008)
- Kollaps Tradixionales (2010)